# Томас Бекет
То́мас Бе́кет (англ. Thomas Becket; 21 грудня 1118 — 29 грудня 1170) — державний діяч королівства Англія, канцлер (1155–1162 р.), архієпископ Кентерберійський (1162–1170). Був вбитий прихильниками короля Генріха II в Кентерберійському соборі. Вшановується як святий і мученик англіканською і римо-католицькою церквами.

## Біографія
Томас Бекет народився в Чипсайді в Лондоні, в родині купця Гілберта Бекета і його дружини Матільди. Батько Томаса був сином лицаря, в молодості став купцем, придбав нерухомість в Лондоні і жив тут на доходи від оренди.
Початкове виховання в лицарському дусі Томас Бекет отримав під керівництвом друга свого батька Рішара де Л'Еґля в Нормандії, а початкову освіту — в лондонському монастирі Мертон. Потім він вивчав цивільне і канонічне право в Паризькому і Болонському університетах. Після повернення до Англії в 1142 році Бекет поступив на службу до архієпископа Кентерберійського Теобальда і незабаром став одним з його діяльних помічників. У 1148 Бекет супроводжував Теобальда на собор в Реймсі, в 1152 році він був представником архієпископа в Римі і домігся від папи послання, що забороняло коронацію сина Стефана Блуаського.

## Королівський канцлер

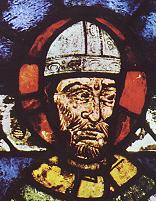
Томас Бекет. Вітраж Кентерберійського собору

У 1154 році Бекет став архідияконом Кентербері, а потім за рекомендацією Теобальда новий англійський король Генріх II призначив Бекета канцлером.
Томас Бекет був канцлером протягом семи років (1155–1162 роки), за цей час він домігся значного політичного впливу і підтримував з Генріхом II дружні стосунки. Бекет був вихователем спадкоємця престолу Генріха Молодого; хроністи зафіксували слова принца, що канцлер виявляв йому більше батьківської любові за один день, ніж рідний батько за все життя. У 1158 Бекет очолював посольство в Париж і успішно провів переговори про шлюб свого вихованця з дочкою Людовика VII. У 1159 році Бекет фактично керував військовим походом на Тулузу, а потім командував і іншими військовими операціями. У конфліктах між Генріхом II і архієпископом Теобальдом, Бекет незмінно ставав на бік короля. Так Бекет домігся введення земельного податку з майна, що належало Церкві. У середовищі духовенства Бекет однозначно вважався «людиною короля», тому тільки під тиском Генріха II капітул Кентербері після смерті Теобальда обрав Томаса Бекета новим архієпископом Кентерберійським. До моменту свого обрання в архієпископи Бекет навіть не був висвячений у сан священника.

## Архієпископ Кентербері
Ставши архієпископом, колишній блискучий придворний цілковито змінив спосіб життя і став суворим аскетом. Почав протидіяти політиці Генріха ІІ, спрямованій на підкорення церкви світській владі, зокрема підсудності церковних осіб королівському суду. Після прийняття так званих Кларендонських постанов у 1164 році втік з Англії до Франції. Вигнання продовжувалося 6 років і перетворило Бекета на затятого фанатика. Він намагався знайти підтримку в папи, але не отримавши її, замирився з королем і повернувся на батьківщину. Томас Бекет, розраховуючи на підтримку населення, серед якого був дуже популярним, знову розпочав боротьбу з королем, але був вбитий 29 грудня 1170 року прихильниками Генріха II в Кентерберійському соборі. На вимогу народу, який уважав Бекета мучеником, король змушений був скасувати судові положення Кларедонських постанов. В 1173 році Томаса Бекета було канонізовано папою Олександром III.

## Цікаві факти
- Саме щоби подивитися на домовину Томаса Бекета в Кентербері, здійснювали свою мандрівку герої «Кентерберійських оповідей» Джеффрі Чосера.
- Конфлікт вірності товаришеві та вірності обов'язкові лежить в основі п'єси Жана Ануя «Бекет» про непрості стосунки єпископа з королем.